# El secreto de Maston
El secreto de Maston o Sin arriba y abajo (Sans dessus dessous) es una novela de Julio Verne publicada el 7 de noviembre de 1889. Narra nuevas aventuras de los protagonistas de "De la Tierra a la Luna".
Obra escrita a partir de los cálculos del ingeniero francés Albert Badoureau. La edición original incluía un capítulo suplementario con cálculos y cifras (firmado por el propio Badoureau), desaparecido en las siguientes ediciones.

## Argumento
En la novela se nos presenta una misteriosa asociación estadounidense (la North Polar Practical Association) que, en pública subasta ante las principales potencias del mundo, compra las tierras del Polo Norte: tal como hace saber a través de los medios de comunicación, su principal interés es hacer práctica la explotación de los recursos naturales del Polo, especialmente la hulla, y otros minerales tan necesarios como ella, por medio de técnicas de su propia invención.
Tras la adquisición y el pago, se descubre que tras este nombre se esconden los miembros del Gun Club, grupo formado por artilleros estadounidenses retirados cuya presidencia ostenta Impey Barbicane, el mismo hombre que veinte años atrás (junto con sus demás compañeros) lanzó con éxito un proyectil hacia la Luna desde la Florida, trama narrada en las novelas "De la Tierra a la Luna" (1865) y "Alrededor de la Luna" (1870).
La idea de J. T. Maston, el matemático del club, es simple: por medio de un gigantesco cañón de 27 metros de diámetro y 600 de profundidad, excavado en la ladera sur del monte Kilimanjaro, se pretende lanzar un proyectil de 180.000 toneladas de peso capaz de enderezar —con su potente retroceso— el eje de la Tierra; de este modo, las regiones polares dejarían de estar heladas y se harían practicables a la explotación minera. Por desgracia, el resto del planeta sufriría las consecuencias de este súbito cambio, y quedarían inundadas muchas regiones costeras; y otras, más elevadas, casi sin aire, debido al cambio de altitud.
Después de diversas aventuras, los protagonistas, escondidos en el corazón de África bajo las laderas del Kilimanjaro, hacen el disparo pero sin conseguir nada; el porqué nos lo explica el autor al final de la obra: un despiste accidental al inicio de la novela (el borrado accidental de tres ceros en la longitud de la circunferencia de la Tierra, despiste que se elevó al cubo a lo largo de los cálculos) ocasiona un enorme error, de tal manera que los efectos del disparo son inapreciables: corrigiendo los cálculos al final, Maston cae en la cuenta de que el tamaño y la potencia apropiados para que un cañón logre el efecto deseado está fuera de las posibilidades tecnológicas y materiales del Gun Club.

## Lista de Capítulos

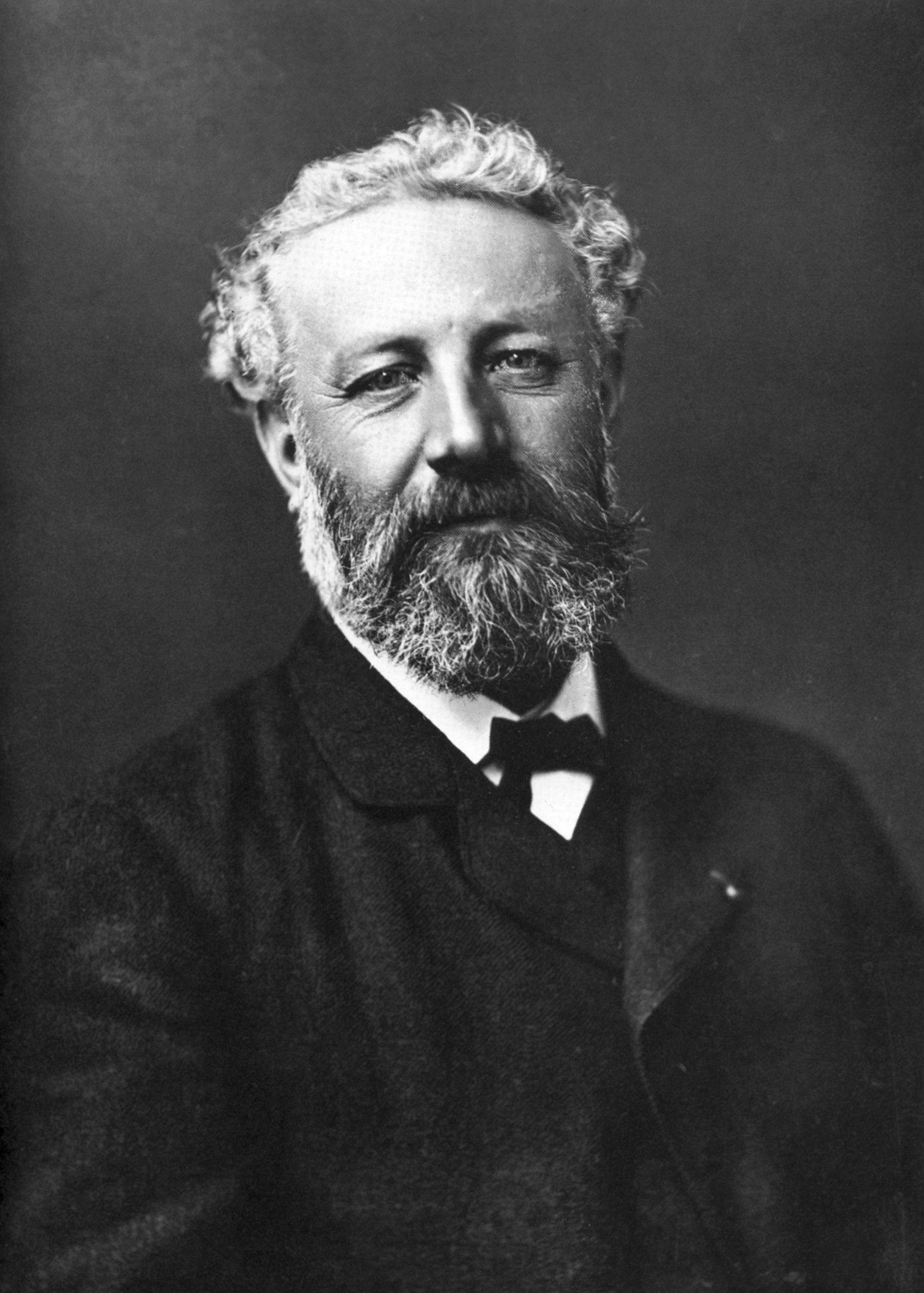
Julio Verne.

- I La North Polar Practical Association lanza un aviso a los habitantes de la Tierra.
- II En el cual se presentan al lector los delegados inglés, holandés, sueco, danés y ruso.
- III En el que se adjudica el Polo Norte.
- IV En el que reaparecen viejos conocidos de nuestros lectores.
- V Ante todo, ¿se puede admitir que haya hulleras cerca del Polo Norte?
- VI En el que es interrumpida una conversación telefónica entre la señora Scorbitt y J. T. Maston.
- VII En el que el presidente Barbicane dice lo que le conviene.
- VIII «¡Como en Júpiter!», ha dicho el presidente del Gun Club.
- IX En el que aparece un deus ex machina de origen francés.
- X En el que comienzan a manifestarse diversos motivos de inquietud.
- XI Lo que se encuentra y lo que no se encuentra en el cuaderno de J. T. Maston.
- XII En el que J. T . Maston continúa heroicamente callado.
- XIII Al fin del cual J. T . Maston da una respuesta verdaderamente épica.
- XIV Muy corto, pero en el cual la X toma un valor geográfico.
- XV Que contiene algunos detalles verdaderamente interesantes para los habitantes del esferoide terrestre.
- XVI En que el coro de los descontentos va crescendo y rinforzando.
- XVII Lo que se había hecho en el Kilimanjaro durante ocho meses de este año memorable.
- XVIII En que los habitantes del Wamasai esperan que el presidente Barbicane grite «¡Fuego!» al capitán Nicholl.
- XIX En que J. T. Maston echa acaso de menos el tiempo en que las turbas querían lincharlo.
- XX Donde termina esta curiosa historia, tan verídica como inverosímil.
- XXI Muy corto, pero muy a propósito para tranquilizar a todos sobre el porvenir del mundo.

## Comentarios
Verne presenta varios argumentos novedosos: el uso cotidiano del teléfono para las comunicaciones más intrascendenes (como el coqueteo del matemático J. T. Maston con la millonaria señora Scorbitt), el poder creciente de la artillería a finales del siglo XIX, el ilimitado poder del dinero, la posibilidad de diseñar explosivos más potentes "de diseño" a partir de la química orgánica idea que mejorará y ampliará en su novela "Ante la bandera" (1896), la Tierra como planeta o ecosistema cerrado (en el cual cualquier pequeño cambio para mal repercute en el resto del mismo), o el peligro que supone el mal uso de la tecnología y de la ciencia.